# کئی
کَئی (به انگلیسی: Ka′i) واژه‌ای در زبان مازندرانی به معنای کدو است. این ماده غذایی یکی از اجزای پرکاربرد در آشپزی این منطقه، به‌ویژه در شهر بابل (که در متون کهن بابل(مَه میترا) نیز نامیده شده)، محسوب می‌شود. از کَئی در تهیه انواع غذاها و خوراک‌های سنتی استفاده می‌شود که دو مورد از آن‌ها شهرت بیشتری دارند.

### کَئی پَتْه (کدو پخته) یا کَئیْشْکْی
این خوراک ساده در واقع همان کدوی بخارپز است که به عنوان یک وعده غذایی سبک یا میان‌وعده مصرف می‌شود.
روش تهیه: برای آماده‌سازی آن، کدو را پس از شستشو به قطعات درشت تقسیم کرده و بدون جدا کردن پوست، در یک قابلمه قرار می‌دهند. مقدار بسیار کمی آب به قابلمه اضافه می‌شود، تنها در حدی که بخار لازم برای پختن کدوها فراهم شود و کدوها در آب غوطه‌ور نباشند. پس از پخت، بافت کدو کاملاً نرم و لطیف می‌شود و معمولاً آن را با کمی نمک میل می‌کنند.
نکات واژه‌شناسی و فرهنگی:
- کَئیْشْکْی (Ka′ishki): این واژه، نام قدیمی و اصیل این خوراک است که امروزه کاربرد آن بسیار محدود شده و در حال فراموشی است. این نام به‌طور خاص به همین غذای کدو اشاره دارد.
- کَئی پَتْه (Ka′i Pateh): این عبارت که به معنای «کدوی پخته‌شده» است، امروزه رواج بیشتری دارد و اکثریت مردم از آن استفاده می‌کنند. با این حال، از دیدگاه زبان‌شناسی، «کَئیْشْکْی» نام دقیق‌تری برای این غذاست، همان‌طور که در فارسی به خورشی مانند فسنجان «اَغوز خِرِشْت» گفته می‌شود و نه «گردوی پخته».
- رواج: شناخت و استفاده از واژه اصیل «کَئیْشْکْی» در شهر بابل بیش از سایر مناطق مازندران است، هرچند حتی در این شهر نیز تنها افراد محدودی با آن آشنایی کامل دارند.

### کَئی پِلا (کدو پلو)
کَئی پِلا (Ka′i Pela) نوعی پلوی مخلوط است که با استفاده از کدو تهیه می‌گردد. برای پخت این غذا، کدو را پوست کنده و به قطعات کوچک (تقریباً به ابعاد ۱.۵ در ۱.۵ سانتی‌متر) خرد می‌کنند. سپس این تکه‌های کدو را از همان ابتدای فرآیند پخت برنج، به آن اضافه می‌کنند تا همزمان با برنج کاملاً پخته و نرم شوند.
این پلو به عنوان یک وعده غذایی اصلی برای ناهار یا شام مصرف می‌شود. کئی پلا معمولاً به تنهایی خورده نمی‌شود، بلکه به عنوان پایه اصلی غذا در کنار یک خورش یا خوراک دیگر قرار می‌گیرد. یکی از ترکیبات بسیار رایج و سنتی، «کَئی پِلا با مَرْغِنِه» است که به معنای کدو پلو به همراه تخم‌مرغ (معمولاً نیمرو) می‌باشد. این غذا نیز در منطقه بابل طرفداران بیشتری دارد.